# Храхолуски (Прахатице)
Храхолуски (чеш. Hracholusky) је насељено мјесто са административним статусом сеоске општине (чеш. obec) у округу Прахатице, у Јужночешком крају, Чешка Република.

## Становништво
Према подацима о броју становника из 2014. године насеље је имало 471 становника.